# Gare de Maddalene
La gare de Maddalene est une ancienne gare ferroviaire italienne de la ligne de Fossano à Coni, située à proximité du village de Maddalene sur le territoire de la commune de Fossano, dans la province de Coni en Piémont.
Gare fermée au service des voyageurs.

## Situation ferroviaire
Établie à 390 mètres d'altitude, la gare fermée de Maddalene est située au point kilométrique (PK) 57,297 de la ligne de Fossano à Coni, entre les gares de Fossano et de Centallo.
Les quais et la voie d'évitement sont toujours présents.

## Patrimoine ferroviaire
L'ancien bâtiment voyageurs est toujours présent sur le site de la gare en 2011.